# Pedro de Jesús López
Pedro de Jesús López Acosta ( Fomento, Cuba, 26 de octubre de 1970) es un poeta, narrador y ensayista contemporáneo cubano. 

## Biografía
En la Universidad de La Habana, donde ingresó en 1988, en la carrera de periodismo, estuvo dos años y se reorientó, por influencias de sus profesores, hacia la carrera de Filología donde de graduó en 1995. Máster en Estudios Lingüísticos-Editoriales Hispánicos por la Universidad Central de Las Villas (2011). 
Miembro de la UNEAC desde 1988. Elegido miembros correspondientes de la Academia Cubana de la Lengua en 2018. Trabaja como asesor literario de la Casa de Cultura Olga Alonso, de Fomento.
Como docente ha sido profesor adjunto de la Sede Universitaria Municipal de Cabaiguán, desde el año 2004 hasta 2013. Ha impartido las asignaturas: Gramática Española, Seminario del Español de Cuba, Taller de Redacción y Estilo I, Apreciación Literaria, Estética, Literatura Cubana y Cultura Cubana.
Ha representado a Cuba en la Feria del Libro de Fráncfort (1998), la Feria Internacional del Libro de Guadalajara (2006), la Feria Internacional del Libro de Mazatlán (2009) y la Feria Internacional del Libro de Bogotá (2015). 
Ha participado como ponente en importantes coloquios literarios internacionales, entre los que destacan: Symposium Culture, Politics and Change in contemporary Cuba (University of Iowa, USA, 2001) y Coloquio Internacional Femenino/Masculino, teorías y representaciones de género en la Cultura de mujeres latinoamericanas y caribeñas (Casa de las Américas, La Habana, 2007).

## Su obra

### Cuentos
- Cuentos frígidos (Madrid, Olalla Ediciones, 1998, ISBN 84-88876-83-1). En Cuba se publicó bajo el título Maneras de obrar en 1830 (La Habana, Ediciones Unión, 2000, ISBN 959-209-313-X). Se tradujo al inglés por Cluster Dick con el título Frigid Tales (San Francisco, Estados Unidos, City Lights Books, 2002, ISBN 0-87286-399-9).

- La sobrevida relatos (La Habana, Editorial Letras Cubanas, 2006, ISBN 959-10-1118-0). Premio Alejo Carpentier de cuento, en el 2006. Se tradujo al inglés por Cluster Dick con el título Vital Signs (New Orleans, Estados Unidos, Diálogos Book, 2014, ISBN 978-1-935084-54-9).
- La vida apenas relatos (Leiden, Bokeh, 2017, ISBN 978-94-91515-77-4).

### Novelas
- Sibilas en Mercaderes (La Habana, Editorial Letras Cubanas, 1999, ISBN 959-10-0503-2; México, D.F., Editorial Océano, 2002, ISBN 970-651-637-9).

### Ensayos
- Imagen y libertad vigiladas: ejercicios de retórica sobre Severo Sarduy (impresa: La Habana, Editorial Letras Cubanas, 2014, ISBN 978-959-10-1979-0; e-book: La Habana, Editorial Letras Cubanas, 2015, ISBN 978-959-10-2087-1).[2]

### Poesías
- Granos de mudez (Sancti Spíritus, Ediciones Luminaria, 2009 ISBN 978-959-204-272-8; reimp. 2016 ISBN 978-959-204-272-8).

### Obras colectivas
Textos suyos aparecen en las revistas cubanas La Gaceta de Cuba, Unión, Revolución y Cultura, La Letra del Escriba, La Siempreviva, así como en la española República de Las Letras. Cuentos suyos se han traducido al inglés, el francés, el alemán, el italiano y el holandés, y aparecen en antologías del género en Cuba y Europa, bajo prestigiosos sellos editoriales como Siruela, Suhrkamp y Métailié, o en revistas anglosajonas como Review: Literature and Arts of Americas (Reino Unido) y Translation review (USA).

### Antologías
- Fiesta en casa del Magíster*, p. 129-133.- En: Mañana hablarán de nosotros, prólogo de Norge Espinosa, compilación de Michel García].- Madrid, Editorial Dos Bigotes, 2015, ISBN 978-84-942413-8-3.
- Mentre arriba il ragazzo stile punk, traducción al italiano de Mientras llega el chico a lo punk, por Stefano Tedeschi, p. 133-143.- En: Cuba: l'arte di coniugare, edición bilingüe, compilación y prólogo de Mayerín Bello].- Roma, Sapienza Universitá di Roma, 2014, sin ISBN.
- Antes de empezar, por fin, el ascenso, p. 39-56.- En: Ladrón de niños y otros cuentos, compilación del Premio Iberoamericano de Cuento Julio Cortázar 2012.- La Habana, Editorial Letras Cubanas, 2013, ISBN 978-959-10-1869-4.
- El retrato, p. 120-134.- En: Maneras de narrar: cuentos del Premio La Gaceta de Cuba (1993-2009), compilación y prólogo de Haydée Arango.-La Habana, Ediciones Unión, 2012, ISBN 978-959-209-985-2.
- L'Histoire la moins appropriée, traducción al francés de El cuento menos apropiado, por Liliane Hasson, p. 163-166.- En: L'Île errante: nouvelles cubaines, compilación y traducción de Liliane Hasson, posfacio de Armando Valdés-Zamora.- Paris, Orizons, 2011, ISBN 978-2-296-08791-0.
- Maneras de obrar en 1830, p. 151-168.- En: Nosotras dos: antología homoerótica femenina, compilación y prólogo de Dulce María Sotolongo Carrington.- La Habana, Ediciones Unión, 2011, ISBN 978-959-308-031-6.
- Fiesta en casa del Magíster, p. 137-140.- En: Instrucciones para cruzar el espejo, compilación y prólogo de Alberto Garrandés.- La Habana, Editorial Letras Cubanas, 2010, ISBN 978-959-10-1666-9.
- El retrato, p. 548-565.- En: La ínsula fabulante: el cuento cubano en la Revolución (1959-2008), compilación y prólogo de Alberto Garrandés.- La Habana, Letras Cubanas, 2009, ISBN 978-959-10-1523-5.
- Fiesta en la casa del Maître.- En: Los premios. Diez cuentos afortunados, compilación y prólogo de Rogelio Riverón.- La Habana, Letras Cubanas, 2009.
- The Portrait, traducción al inglés de El retrato, por Dick Cluster, p. 158-172.- En: Our Caribbean: a gathering of lesbian and gay writing from the Antilles, compilación y prólogo de Thomas Glave.- Durham and London, Duke University Press, 2008, ISBN 978-0-8223-4226-7.
- Mientras llega el chico a lo punk, p. 133-139.- En: Abrir ciertas ventanas: antología del cuento espirituano, compilación de Marlene E. García y Jorge G. Silverio.- Sancti Spíritus, Ediciones Luminaria, 2006, ISBN 959-204-205-5.
- El retrato, p. 116-130.- En: Maneras de narrar: cuentos del Premio La Gaceta de Cuba (1993-2005), compilación y prólogo de Haydée Arango.- En: La Habana, Ediciones Unión, 2006, ISBN 959-209-493-4.
- La fatiga de un ala mucho tiempo tensa, p. 161-174.- En: Voces de Cuba: jóvenes cuentistas de la Isla, selección y presentación de Anna Lidia Vega Serova y Adelaida Fernández de Juan.- Madrid, Editorial Popular, 2005, Colección Letra Grande. Serie maior, ISBN 84-7884-293-4.
- El retrato, p. 605-620.- En: Aire de luz: cuentos cubanos del siglo XX, compilación y prólogo de Alberto Garrandés, edición aumentada y corregida.- La Habana, Editorial Letras Cubanas, 2004, ISBN 959-10-0912-7. [la primera edición, 1999].
- El retrato, traducción al francés.- En: Des nouvelles de Cuba (1990-2000).- Paris, Éditions Métailié, 2000, ISBN 2-86424-376-8.
- El retrato, traducción al alemán.- En: Cubanísimo! Jünge Erzähler aus Kuba, von Michi Strausfeld.- Frankfurt am Main, Suhrkamp Verlag, 2000, ISBN 978-35-18411-87-2.
- El retrato.- En: Nueva narrativa cubana.- Madrid, Ediciones Siruela, 2000.
- El retrato.- En: Irreverente Eros: antología de cuentos eróticos, selección de Pedro Pérez Rivero.- La Habana, Editorial José Martí, 2001, ISBN 978-959-0901-88-1.
- El retrato, p. 9-25.- En: Poco antes del 2000: jóvenes cuentistas cubanos en las puertas del nuevo siglo, compilación y prólogo de Alberto Garrandés.- La Habana, Editorial Letras Cubanas, 1997, ISBN 959-10-0364-1.
- La carta, p. 96-106.- En: El cuerpo inmortal: 20 cuentos eróticos cubanos, compilación y prólogo de Alberto Garrandés.- La Habana, Editorial Letras Cubanas, 1997, ISBN 959-10-0351-X.

## Premios
- Premio Dador de ensayo del Instituto Cubano del Libro (1995)
- Beca de Creación Onelio Jorge Cardoso del Premio de Cuento de La Gaceta de Cuba (1998).
- Premio Alejo Carpentier en la modalidad de cuento (2006).
- Premio Raúl Ferrer de poesía (2008).
- Reconocimiento La Puerta de Papel a los mejores libros de Ediciones Territoriales, Instituto Cubano del Libro (2009).
- Reconocimiento XXV Aniversario de la Asociación Hermanos Saiz (2011).
- Primera mención en el Premio Iberoamericano de Cuento Julio Cortázar (2012).
- Premio de Cuento de La Gaceta de Cuba (2013).
- Premio Alejo Carpentier en la modalidad de ensayo (2014).
- Premio de la Crítica Literaria (2014).
- Distinción Guayabera, de la Dirección Provincial de Cultura de Sancti Spíritus (2014).
- Premio de la Academia Cubana de la Lengua (2015).
- Distinción por la Cultura Nacional (2015).

## Jurado en Eventos literarios
- Miembro del Jurado del Premio de la Crítica Literaria, 2017.
- Miembro del Jurado del Premio Fundación de la Ciudad de Matanzas (ensayo 2016)
- Conferencia en el evento «Orígenes de un Ciclón» (Homenaje a José Rodríguez Feo), Centro Dulce María Loynaz, La Habana, 12 de noviembre de 2015.
- Conferencia inaugural en el evento «80 Antón», Centro Dulce María Loynaz, La Habana, 17 de septiembre de 2015.
- Miembro del Jurado del Premio Alejo Carpentier (de ensayo 2015 y cuento 2009).
- Miembro del Jurado del Premio UNEAC de cuento, 2007.
- Miembro del Jurado de cuento del Concurso de La Gaceta de Cuba, La Habana, 2014.
- Miembro del Jurado del Premio de la Ciudad de Santa Clara (de novela 2010 y cuento 2007).
- Miembro del Jurado del Premio Sed de Belleza de la AHS de Villa Clara, (de ensayo 2016 y 2010; de cuento 2008).
- Miembro del Jurado de Narrativa en Encuentro Provincial de Talleres Literarios. Sancti Spíritus, años 2002 y 2003.